# Nemanja Bezbradica
Nemanja Bezbradica (in serbo Немања Безбрадица?; Tenin, 29 maggio 1993) è un cestista serbo.

## Palmarès
- Campionato serbo: 1

Partizan Belgrado: 2013-14
- Campionato lettone: 1

VEF Riga: 2016-17